# 石抹不老
石抹 不老（せきまつ ふろう、生没年不詳）は、モンゴル帝国に仕えた契丹人の一人。クビライ・カアンの治世に四川方面の侵攻に活躍したことで知られる。

## 概要
不老は代々太原に居住してきた契丹人の一族で、父の石抹按只（アルチ）は四川・雲南方面での戦闘で水軍を率い活躍した人物であった。父のアルチが亡くなると行省の命によって地位を継ぎ、父の率いていた水軍も受け継いだ｡ 嘉定攻めの際には70艘の巨艦に勇士数千人を載せて上流に向かい、紅崖灘に浮橋を作って長江を渡った。1275年（至元12年）に嘉定が降ると南宋の将の鮮于都統が配下を率いて逃れたため、不老はこれを追って大仏灘まで至り、鮮于都統とその一等を斃した。行院の汪田哥が紫雲・瀘州・叙州諸城を攻略した際には、不老も多くの功績を挙げた。
重慶包囲が始まると、不老は戦艦300艘を観灘に並べ、南宋軍の逃走路を塞いだ。1276年（至元13年）、軍500を率いて招討の薬剌海と合流し、白水江に防柵を築いて南宋軍との戦いに備えた。不老は南宋軍を夜襲して重慶の城下に至ったため、不意を突かれた南宋軍は崩れて多くが溺死し、不老は30人余りの捕虜と南宋軍の旗を得た。涪州の守将は水軍を率いて救援に訪れたが、不老はこれも破って60人余りの捕虜と10艘の軍船を獲得した。1277年（至元14年）には瀘州攻めに加わり、不老が率いた兵は神臂門を攻めて50級を討ち取る功績を挙げた。不老の活躍により、激戦の翌日には瀘州は投降した。1278年（至元15年）、再び重慶の太平門を攻めたが、不老が城壁を上り守兵数十人を殺す活躍をしたことで遂に重慶は陥落した。南宋の都統の趙安は城とともに降ったが、総管の黄亮は舟に乗って逃れたため、不老はこれを追って捕らえ、50人の捕虜と50艘の戦艦を奪う功績を挙げた。
1279年（至元16年）には父の生前の職を継ぎ、懐遠大将軍・船橋軍馬総管、兼夔州路鎮守副万戸となった。1281年（至元18年）にはモンゴル・漢人3千人の連合部隊を率いて施州に向かい、現地の酋長を降らせたため、保寧等処万戸に任じられた。これ以後の不老の事蹟は伝わっていない。

## モンゴル帝国の四川駐屯軍
- 成都等路万戸府(成都路)…耶律禿満答児・汪嗣昌一族・劉恩一族
- 嘉定万戸府(嘉定府路)…テムル・ブカ一族
- 保寧万戸府(広元路)…石抹不老一族・汪惟簡一族
- 順慶等処万戸府(順慶路)…不明
- 重慶五路守鎮万戸府(重慶路)…郝和尚バアトル一族
- 夔州路万戸府(夔州路)…石抹狗狗一族
- 叙州万戸府(叙州路)…不明